# Simaba praecox
Simaba praecox är en bittervedsväxtart som beskrevs av Hassler. Simaba praecox ingår i släktet Simaba och familjen bittervedsväxter. Inga underarter finns listade i Catalogue of Life.